# Cheile Ordâncușei
Cheile Ordâncușei alcătuiesc o arie protejată de interes național ce corespunde categoriei a IV-a IUCN (rezervație naturală de tip mixt), situată în județul Alba, pe teritoriul administrativ al comunei Gârda de Sus.

## Localizare
Aria naturală se află în estul Munților Bihorului (grupă montană a Munților Apuseni, aparținând lanțului muntos al Carpaților Occidentali), în partea nord-vestică a județului Alba, la 2 km  de drumul național DN75, care leagă orașul Câmpeni de satul Lunca, Bihor.

## Descriere
Rezervația naturală inclusă în Parcul Natural Apuseni, a fost declarată arie protejată prin Legea Nr. 5 din 6 martie 2000 publicată în Monitorul Oficial al României Nr. 152 din 12 aprilie 2000 (privind aprobarea planului de amenajare a teritoriului național - Secțiunea a III-a -  arii protejate) și se întinde pe o suprafață de 10 de hectare.
Aria protejată suprapusă sitului Natura 2000 - Munții Apuseni-Vlădeasacuprinde numeroase grote si peșteri, dintre acestea cea mai importantă fiind Peștera Poarta lui Ionele. Pe suprafața teritorială a cheilor se găsește și un pod natural.
Prin Cheile Ordancușei trece unul dintre numeroasele marcaje turistice care duc la Ghețarul Scărișoara.

## Atracții turistice
În vecinătatea rezervației naturale se află mai multe obiective de interes turistic (lăcașuri de cult, monumente istorice, arii protejate, zone naturale), astfel:

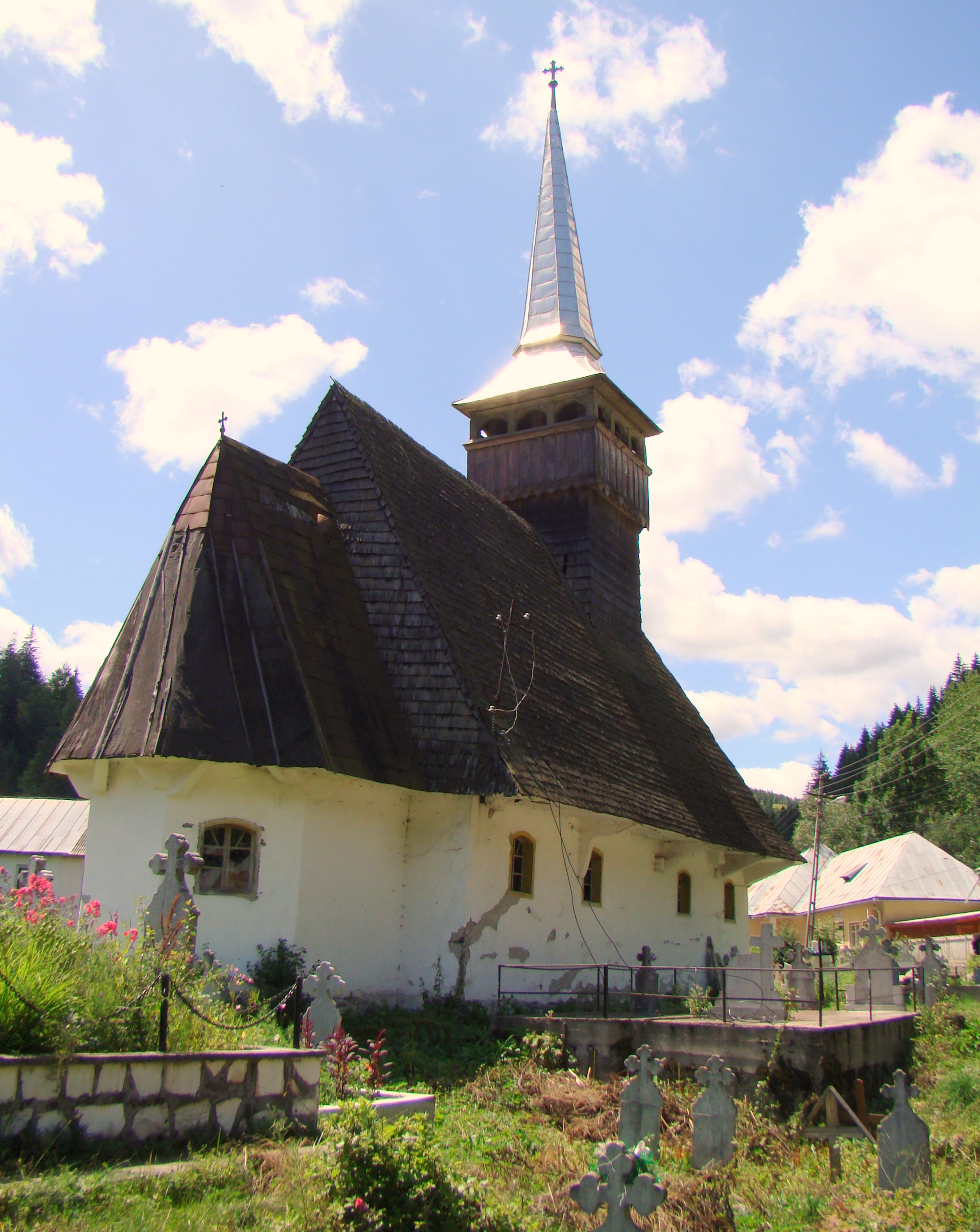
Biserica de lemn din Gârda de Sus

- Biserica de lemn din Gârda de Sus construită în anul 1792. Lăcașul de cult are hramul „Nașterea Sf.Ioan Botezătorul” și se află pe noua listă a monumentelor istorice[6]
- Aria naturală protejată Cheile Arieșului (35 ha)
- Peștera Scărișoara (1 ha)
- Pojarul Poliței (1 ha)
- Rezervația naturală Hoanca Apei (1 ha)
- Peștera de sub Zgurăști (1 ha)
- Rezervația naturală Avenul de la Tău (1 ha)
- Rezervația naturală Avenul din Șesuri (1 ha)
- Rezervația naturală Izbucul Poliței (0,2 ha)
- Rezervația naturală Izbucul de la Cotețul Dobreștilor (0,2 ha)
- Peștera Poarta lui Ionele (1 ha)
- Munții Bihorului
- Munții Apuseni